# ريتش ألفاريز
ريتش ألفاريز (بالتاغالوغية: Rich Alvarez)‏ مواليد 30 أكتوبر 1980 في يوكوسوكا، كاناغاوا، اليابان، هو مدرب كرة سلة فلبيني ولاعب سابق. بدأ مسيرته الاحترافية في سنة 2004. يدرب في الرابطة الفلبينية لكرة السلة. اعتزل اللعب في 2016.